# Andriasa andansoniae
Andriasa andansoniae är en fjärilsart som beskrevs av Jean Baptiste Boisduval 1875. Andriasa andansoniae ingår i släktet Andriasa och familjen svärmare. Inga underarter finns listade i Catalogue of Life.